# Греъм Нортън
Греъм Нортън (на английски: Graham Norton), псевдоним на Греъм Уилям Уокър (Graham William Walker), е ирландски актьор, комик, коментатор и телевизионен водещ, и писател на произведения в жанра трилър и автобиография.

## Биография и творчество
Греъм Нортън, с рождено име Греъм Уилям Уокър, е роден на 4 април 1963 г. в Клондалкин, Ирландия, в протестантско семейство. Има по-голяма сестра. В голяма част от детството си отраства в Бандън, графство Корк. Започва кариерата си във филмовата индустрия в ранна възраст с участие във филма „Какъв си мислиш, че си?“. Учи в гимназията в Бандън, Западен Корк. След гимназията следва две години английски и френски език в университетския колеж в Корк, но не завършва учебната програма. През 1983 г. отива в Сан Франциско, живеейки една година в къщата на хипи-комуна и работи като сервитьор. После се премества в Лондон и завършва Централното училище по реч и драма. Избира фамилията Нортън (моминското име на прабаба му), след като се включва в актьорската група Equity.
Започва кариерата си във филмовата индустрия през 1992 г. Същата година изнася първото си стендъп комедийно шоу. Във Великобритания прави първата си телевизионна изява. Като комик участва в шоуто Loose Ends. Става популярен с участието си в Канал 5 и печели награда за изключителното си представяне като резервен водещ на вечерното телевизионно токшоу водено от Джак Дохърти. През 1996 г. е съводещ на вечерното шоу с викторини Carnal Knowledge по ITV. Участва в редица телевизионни предавания и филми, а като комик е един от най-забавните актьори в британската комедия.
След този ранен успех, през 1998 г. се премества в Чанъл 4, за да бъде домакин на свои собствени чат предавания, включително седмичното So Graham Norton (1998 – 2002), последвано от ежедневното делнично шоу V Graham Norton (2002 – 2003). Той публично заявява, че е гей, а изявите му са в стил на нахален, изпълнен с намеци шегаджия. През 2003 г. е включен в списъка на „Обзървър“ като един от 1000-та най-смешни изпълнители в британската комедия (тъй като по-голямата част от телевизионната му кариера е във Великобритания). През януари 2004 г. е обявен за най-влиятелният човек в телевизионната комедия от Радио Таймс.
Дебютира през 2004 г. със собственото си телевизионно шоу „Ефектът на Греъм Нортън“ за един сезон в Комеди Сентрал. През 2005 г. се премества в Би Би Си, води съботния вечерен телевизионен риалити сериал и ново комедийно чат шоу – „По-голямата картина на Греъм Нортън“ и понякога чете истории в детския канал CBeebies. В следващите години участва и в много други телевизионни формати и предавания. През 2007 г. започва собственото си чат предаване „Шоуто на Греъм Нортън“ по Би Би Си 2, което през 2009 г. се премества в Би Би Си 1 в нов едночасов формат. От 1999 г. участва в различни радиопредавания на Би Би Си. През 2007, 2008, 2009, 2015, 2020 и 2023 г. е водещ от страна Великобритания на конкурса за песен на „Евровизия“.
Греъм Нортън получава множество награди за изключителната си работа, включително за най-добър водещ през 2001 г., за най-добра комедийна програма през 2015 г. и специална награда за признание през 2017 г. Получава множество телевизионни награди BAFTA. През 1999 г. той е обявен за гей водещ на годината. През 2013 г. получава почетна докторска степен от Университетския колеж Корк.
В периода 2006 – 2018 г. е колумнист във вестник „Дейли Телеграф“ с колона със съвети. През 2010 г. част от колоните му са издадени в документалната книга „Питай Нортън“. Първата му книга „Като мен“ е издадена през 2004 г. През 2016 г. е издаден първият му трилър „Мъртва точка“. Историята се развива в отдалеченото, спокойно и монотонно, ирландско село Дънийн, където при строителни работи случайно са открити човешки кости, за които се предполага, че са на Томи Бърк, отдавна изчезналият любим на депресираната Брид и изисканата Ивлин. С разследването се заема сержант Колинс, първото на симпатичния селски инспектор в глухата провинция, а наяве излизат тъмни тайни, любовно съперничество, стаен гняв, огорчение, скръб и разкаяние. Романът, характерен с язвителното си остроумие и откровеност за човешката природа, печели наградата за популярна художествена книга на годината на годишните Ирландски литературни награди и става бестселър на вестник „Сънди Таймс“. През 2022 г. романът е екранизиран в едноименния телевизионен минисериал по Ай Ти Ви.
Греъм Нортън живее със съпруга си Джонатан Маклауд в Лондон и в Ню Йорк, и имат друго ваканционно жилище в Ахакиста, графство Корк.

## Филмография
- 1999 Stargay
- 2006 Another Gay Movie
- 2007 I Could Never Be Your Woman
- 2016 Absolutely Fabulous
- 2020 Eurovision Song Contest: The Story of Fire Saga
- 2020 Soul

## Произведения

### Самостоятелни романи
- Holding (2016) – ирландска награда за популярна книга[1][2][3]
Мъртва точка, изд.: ИК „Колибри“, София (2020), прев. Надежда Розова
- A Keeper (2018)
- Home Stretch (2020)
- Forever Home (2022)
- The Swimmer (2022)

### Документалистика
- So Me (2004) – мемоари[1][2][3]
- Ask Graham: He's Been Everywhere, He's Seen Everything. Now Graham Norton's Here to Solve Your Problems! (2010)
- The Life and Loves of a He Devil (2014) – мемоари, ирландска награда за документална книга

### Екранизации
- 2022 Holding – тв минисериал, 4 епизода